# Marzieh Hadidchi
Marzieh Hadidchi également connue sous le nom de Marzieh Dabbaq et Tahere Dabagh (en persan : مرضيه حديدچي) née le 12  juin 1939 à Hamadan et morte le 17 novembre 2016 à Téhéran, était une activiste islamiste iranienne, commandant militaire dans la Guerre Iran-Irak, politicienne et représentante de Hamedan au parlement iranien dans les deuxième, troisième, quatrième et cinquième Majles. Elle était l'un des fondateurs du corps des Gardiens de la Révolution Islamique.

## Carrière politique

### Avant la révolution
Tahereh Dabbagh, qui a été nommée la grand-mère de la révolution, était une étudiante de l'ayatollah Seyyed Mohammad Reza Saeedi et a collaboré avec l'Association du clergé militant. Elle a été arrêtée par SAVAK en 1972 et sévèrement torturée. SAVAK a également arrêté et torturé sa fille de quatorze ans (Rezvaneh Mirza Dabagh). Elle a échappé de la prison par les efforts de Mohammad Montazeri et est allée à Londres avec un faux passeport et après 6 mois, elle est allée au Liban. Au Liban elle a appris les tactiques militaire sous la supervision de Mostafa Chamran. Elle a accompagné l'ayatollah Khomeini lors de son exil à Paris.

### Après la révolution
Après la révolution, elle est devenue le chef du Corps des Gardiens de la révolution islamique à Hamedan. Elle était l'une des trois messagères de l'ayatollah Khomeini au président soviétique Mikhaïl Gorbatchev en 1988. Elle a été la représentante du Parlement iranien pour trois mandats. Elle a dirigé l'Association des femmes de la République islamique de 1987 à 2012.

## Décès
Marzieh Hadidchi est décédée le 17 novembre 2016 à l'hôpital Khatam Anbia de Téhéran après une longue maladie. Elle a été enterrée le jour suivant près du Mausolée de l'ayatollah Khomeini à Behesht-e Zahra.

## Mémoires
Les mémoires de Marzieh Hadidchi ont été compilés par Mohsen Kazemi et publiés par Sureye Mehr en mars 2011 en 342 pages.